# Petr Krill
Petr Krill (* 27. května 1941 Ráječek) je český politik, v 90. letech 20. století starosta Šumperka, počátkem 21. století poslanec Poslanecké sněmovny za ODS.

## Biografie
Narodil se ve vesnici Ráječek u Zábřehu. Absolvoval jedenáctiletou střední školu v Zábřehu, maturoval v roce 1958. Pak vystudoval fakultu strojního inženýrství Vysoké školy strojní a textilní v Liberci (obor strojírenské technologie). Tuto školu dokončil v roce 1963, pak prodělal základní vojenskou službu a následně začal pracovat v podniku Závod 1. pětiletky (později Pramet) v Šumperku. V závodě pak setrval do roku 1988 a působil na různých výrobních a technických pozicích. Pak přešel do Výzkumného ústavu práškové metalurgie.
Stal se členem komunistické strany.
Po sametové revoluci se začal politicky angažovat. Za Občanské fórum byl v komunálních volbách roku 1990 zvolen do zastupitelstva Šumperku. Do zdejšího zastupitelstva se opětovně dostal v komunálních volbách roku 1994, komunálních volbách roku 1998, komunálních volbách roku 2002 a komunálních volbách roku 2010, nyní již za ODS. Profesně se k roku 1998 uvádí jako starosta, k roku 2002 coby poslanec a k roku 2010 jako důchodce. Post starosty vykonával od roku 1994. Byl členem Rady Svazu měst a obcí ČR a členem předsednictva Svazu obcí střední Moravy.
V senátních volbách roku 2000 neúspěšně kandidoval do horní komory za senátní obvod č. 65 - Šumperk. Získal v 1. kole 24 % hlasů a postoupil do 2. kola, v němž ho ale poměrem 59:41 porazil a senátorem se stal lidovec Adolf Jílek. Ve volbách v roce 2002 byl zvolen do poslanecké sněmovny za ODS (volební obvod Olomoucký kraj). Byl členem sněmovního petičního výboru a členem výboru pro evropskou integraci (později oficiálně výbor pro evropské záležitosti, v němž v letech 2004-2006 působil jako místopředseda. Poslanecký mandát obhájil ve volbách v roce 2006. Byl nadále místopředsedou výboru pro evropské záležitosti a také byl členem zahraničního výboru. Ve sněmovně setrval do voleb v roce 2010.
Je podruhé ženatý. Z prvního manželství má dvě dcery. S druhou manželkou Milenou měli dvě děti.